# 和製英語
和製英語（わせいえいご）は、日本語の中で使われる和製外来語の一つで、日本で日本人により作られた、英語の言葉や英語に似ている言葉（固有名詞や商品名などを除く）である。英語圏では別表現をするために理解されなかったり、もしくは、全く異なった解釈をされたりする場合がある。

## 定義
定義・外延は人によって異なる。狭い解釈では「フォアボール」「ベースアップ」「レベルダウン」など外来語を使った造語。これらは英語圏の英語ではそれぞれ「base on balls」「pay raise」「level decrease」という。
次に既存の語形を省略して作ったものを含めることもある。「ワープロ (word processor)」「パソコン (personal computer)」「エンゲージリング (engagement ring)」のようなものである。
広い解釈では、形はほぼ同じものが英語にあっても、意味が英語と大きく異なるものを含めることがある。これは和製語であってたまたま同語形が英語にある場合もあるが、日本語圏で意味変化しただけであって語形そのものは英語圏に由来するものも含まれる。
例えば「デッドヒート」(dead heat) の英語の意味は「同着、単独の勝者のいないこと」をいうが、日本語における外来語としては「激しい競り合い」の意味である。ほかに「デッドボール」、「ムーディ」、「フェミニスト」などがある。更に緩い定義では「日常会話の中でごくふつうに、そして自然に使われている『カタカナ英語』」というものもある。

### 英語との違い
日本語文脈中の片仮名語彙のほかに、英語表現について言われることもある。例えば「Please be careful to steps.」（英語圏では Watch your step.）「Care your hand.」（同 Keep hands free of door.）のようなものである。
日本特有の意味であれば和製英語であると認定するならば、英語の意味から、どの程度異なっていれば認定してよいかは難しい問題である。小規模な意味のずれは、ほぼ全ての外来語に見られ、外来語の意味が原語と異なるのは必然だからである。また、原語にあった発音の違いが日本語では区別されなかったせいで混同が生じたりする例もある。
また日本製であることを証明するのは難しい。例えば日没後に行われる野球の試合を意味する「ナイター」は和製英語としてとてもに有名であるが、AP通信の電信文に用いられていたとする説もあり、また野球解説者である伊東一雄も米国の野球関係者の間で使われていたとする。
ただし、語源の痕跡について議論するよりも前に、典型的な英語を母国語とする現代の人に日常会話で通じるかどうかも重要な点である。
ハンドルネームのように和製英語と同じ形でないと最早英語圏で通じなくなったり、ライフラインのように特定の分野の学術用語が日本語圏で一般に幅広く普及したり、海外ではポリティカル・コレクトネスの観点から使われなくなった語句が日本語では未だに使われている例もある。

### 和製英語は「日本語」
和製英語は「外国語の誤用」として否定的に語られることも多い。しかし、和製英語は英語の語彙ではなく日本語の語彙であり、日本語話者でない者に通じないことはある意味当然である。また国内での英語使用の中には日本限定用法が存在し、英語話者との言葉の意味に不一致が生じることもある。例としてリベンジなど。日本語文脈で使われていた和製英語を原語の語形・意味に回帰しようという圧力が働き、その結果、既存の語形・意味と衝突して、混乱を生じることがある。
原語が英語でないが、多くの人に英語だと誤解されている言葉や、商標や商品名、それにフィクション内での固有名詞が外来の普通名称と誤解されている例もある。多くの人に英語だと誤解されている言葉の例として、元がフランス語の「アベック」、「アンケート」などが、商標や商品名が外来の普通名称と誤解されている例としてはホッチキス、キャタピラー、クラクション、マジックインキ、チャックなどがある。
この他、和製英語が示す内容が日本独自もしくは日本国外では未普及・衰退した事例であるために、英語の対応語が存在しない場合もある。

## 和製英語の一例
ここでは、文献により「和製英語」とされているものの一例を掲げる。あくまでも一例であり、和製英語として認定するものではない。なお辞書・研究によって和製英語であるか否かの定義や判断が異なる場合がある。和製英語に関する諸問題については上記を参照のこと。

### 凡例
- 日本語 ー「相当する英単語」（この英単語に相当する「和製英語」であると指摘している出典）

のように示す。単に日本語単語に対する英訳語を掲げるのみ、或いは英単語に対する日本語訳語を掲げるのみで、「和製英語である」という指摘のない出典は対象としない。また単に「（2017年3月現在の）英語圏では使わない」というだけのものも除外する。なお相当する英単語が指摘されないものは出典だけを示す。
和製英語では無いという指摘のある出典があれば併せて掲げる。